# Hiridanahalli, Sakleshpur
Hiridanahalli là một làng thuộc tehsil Sakleshpur, huyện Hassan, bang Karnataka, Ấn Độ.